# سیارک ۱۱۳۴۸
سیارک ۱۱۳۴۸ (به انگلیسی: 11348 Allegra، نامگذاری:1997BG9) یازده هزار و سیصد و چهل و هشتمین سیارک کشف شده‌است که در ۳۰ ژانویه ۱۹۹۷ کشف شد.
قدر مطلق سیارک برابر ۱۳٫۶۰ است.